# Ralf Roberts
 (août 2018).
Pour les articles homonymes, voir Roberts.
Ralf Roberts (né en 1942 à Prague) est un chanteur allemand.

## Biographie
Il grandit à Budapest et à Vienne dans une famille d'origine Rom riche et aisée qui reconnaît et encourage le talent naturel de leurs enfants. Après avoir remporté un concours de chant pour enfants à Vienne à l'âge de 13 ans, ses parents lui permettent plus tard de fréquenter le conservatoire. Immédiatement après avoir obtenu son diplôme, il trouve dans une revue musicale un domaine qui exige quelque chose de nouveau, mais de prêt pour le début de sa carrière d'artiste solo. Il contacte le producteur Gerhard Mendelson, qui est impressionné par le jeune homme de 17 ans.
Il signe avec Polydor à la fin de l'année 1959 pour trois singles puis deux autres en 1960 enregistrés avec l'orchestre de Johannes Fehring. Quand sort le deuxième single Hast du noch eine Zigarette, Kamerad, il est invité pour la première partie des tournées de chanteurs comme Peter Kraus et Ted Herold. La tournée Schlagerbummel à travers l’Allemagne et l’Autriche, pendant laquelle l’orchestre de Max Greger fournit le cadre musical, est un grand événement en 1959, accompagné d’un disque spécial avec de nouvelles chansons de Roberts.
Faute de succès, Polydor rompt le contrat. Roberts veut connaître le succès avec le label Adano qui le fait accompagner avec l'orchestre de Jerry Peters. Ni avec le foxtrot lent Es schweigen immer noch die Wälder, ni avec la version germanophone de Szomorú Vasárnap de Rezső Seress, devenu un succès en anglais, la percée ne vient.

## Diskografie
Singles
- 1959 : Der Leierkastenmann von Notre Dame / Vergiß die Heimat nicht
- 1959 : Hast du noch eine Zigarette, Kamerad / Marietta Violetta (Dein kleines Bild)
- 1959 : 1000 Fenster hat die Straße / Weit ist das Meer
- 1960 : Die Glocken im Heimatland / Aus meinem Vaterhaus
- 1960 : Doch du bist weit / Wie schön die Heimat ist
- 1962 : Es schweigen immer noch die Wälder / Liebe heißt vertrauen
- 1962 : Trauriger Sonntag / Maria-Christina

EP
- 1959 : Hast du noch eine Zigarette, Kamerad / Marietta Violetta / Der Leierkastenmann von Notre Dame / Vergiß die Heimat nicht

## Source de la traduction
- (de) Cet article est partiellement ou en totalité issu de l’article de Wikipédia en allemand intitulé « Ralf Roberts » (voir la liste des auteurs).